# Tiberius Cavallo
Tiberius Cavallo (Nápoles, 30 de março de 1749 — Londres, 21 de dezembro de 1809) foi um físico italiano.

## Vida
Nasceu em Nápoles, onde seu pai era médico.
Em 1771 foi para Inglaterra, com a intenção de alcançar a carreira de comerciante, mas logo voltou sua atenção para o trabalho científico. Realizou várias melhorias engenhosas em instrumentos científicos. Foi eleito membro da Royal Society em 1779, e apresentou anualmente Bakerian Lectures de 1780 até 1792.
Cavallo era comumente citado na literatura de sua época como o inventor do Cavallo's multiplier, um aparelho usado para a amplificação de pequenas cargas elétricas, fazendo-as visíveis e mensuráveis em um eletroscópio. Também realizou trabalhos sobre refrigeração, e seu trabalho influenciou o balonista pioneiro Jean-Pierre Blanchard. Ele publicou temperamento musical.

## Trabalhos
Ele publicou vários trabalhos em diferentes ramos da física, incluindo:
- Complete treatise of electricity in theory and practice (em italiano). Firenze: Gaetano Cambiagi. 1779
- Theory and Practice of Medical Electricity (1780)
- Treatise on the nature and properties of air and other permanently elastic fluids (em inglês). London: [s.n.] 1781
- Complete treatise on electricity in theory and practice [fre] (em francês). Paris: Guillot. 1785
- History and Practice of Aerostation (1785)
- Treatise on magnetism (em inglês). London: Charles Dilly. 1787
- Medical Properties of Factitious Air (1798)
- Elements of Natural and Experimental Philosophy (1803)

Para a Cyclopædia de Rees, ele contribuiu com artigos sobre Eletricidade, Maquinário e Mecânica, mas os tópicos não são conhecidos.